# Henriod Frères
Henriod Frères war ein Schweizer Hersteller von Automobilen.

## Unternehmensgeschichte
Fritz Henriod hatte bereits 1886 einen Dampfwagen und 1893 ein benzingetriebenes Automobil hergestellt. 1896 gründete er zusammen mit seinem jüngeren Bruder Charles-Edouard Henriod in Biel/Bienne das Unternehmen zur Produktion von Automobilen. Der Markenname lautete Henriod. 1898 endete die Produktion. Charles-Edouard Henriod wechselte nach Neuilly-sur-Seine und gründete dort Henriod et Cie. Fritz Henriod gründete 1903 in Boudry die Société Neuchâteloise d’Automobiles.

Ein Henriod zwei-Sitzer aus 1898 mit zwei Zylindern und sechs PS

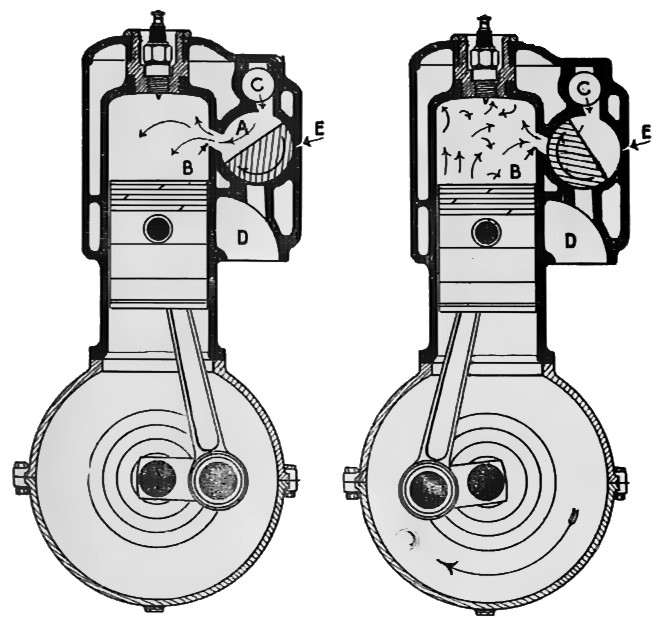
Schnittbild eines Drehschiebermotors von Charles-Edouard Henriod

## Fahrzeuge
Der 1886 vorgestellte Dampfwagen war ein Dreirad. Der Kessel war im Heck montiert. Dieses Fahrzeug blieb ein Einzelstück und ist später abgebrannt.
Das benzinbetriebene Fahrzeug von 1893 verfügte über einen Einzylindermotor und ein Zweiganggetriebe. Es wurde 1895 auf der Landesausstellung in der Karosserieform viersitziger Viktoria ausgestellt. Auf Basis dieses Wagens entstanden die ersten Serienmodelle. Zum Einsatz kamen luftgekühlte Ein- und Zweizylindermotoren mit 4 bis 10 PS Leistung, die im Heck montiert waren.
1898 entstand ein Fahrzeug mit Frontantrieb. Charles-Edouard Henriod fuhr mit einem solchen Wagen bis nach Paris. Die französische Presse bezeichnete das als Sensation.
1899 nahm Baehni mit Startnummer 31 auf einem Henriod 8 CV am Rennen Paris-Bordeaux teil und erreichte nach 565 km als 17. das Ziel.